# Крюков (Брянская область)
Крюков — деревня в Стародубском муниципальном округе Брянской области.

## География
Находится в южной части Брянской области на расстоянии приблизительно 6 км по прямой на запад от районного центра города Стародуб.

## История
Известна с конца XVII века, бывшее владение Корецких. В XVII—XVIII веках входила в 1-ю полковую сотню Стародубского полка. Здесь работал колхоз «Волна революции». В 1859 году здесь (деревня Стародубского уезда Черниговской губернии) было учтено 24 двора, в 1892 — 53. В 1941 году здесь насчитывалось 122 двора. До 2019 года входила в состав Каменского сельского поселения, с 2019 по 2020 год в состав Воронокского сельского поселения Стародубского района до упразднения последних.

## Население
Численность населения: 241 человек (1859 год), 339(1892), 344 человека в 2002 году (русские 100 %), 305 в 2010.